# S.P. Balasubrahmanyam
S.P. Balasubrahmanyam, właśc. Sripathi Panditaradhyula Balasubrahmanyam, ps. SPB lub Balu (ur. 4 czerwca 1946 w Nellurze, zm. 25 września 2020 w Ćennaju) – indyjski wokalista podkładający głos w piosenkach filmowych, także aktor.

## Życiorys
Pochodził z rodziny bramińskiej. Pracę w przemyśle filmowym rozpoczął w 1966, podkładając głos do piosenek z filmu Sri Sri Sri Maryada Ramanna. Z czasem stał się jednym z najbardziej cenionych wykonawców piosenek filmowych. Wykonał przeszło 50 000 utworów w 15 językach, współpracował między innymi z M.G. Ramachandranem, Salmanem Khanem, Kamalem Hassanem, Anilem Kapoorem, Dharmendrą, Rajeshem Khanną, Sanjayem Duttem i Vinodem Khanną. Wystąpił w kilkudziesięciu filmach. Został uhonorowany Padmą Shri (2001) i Padmą Bhushan (2011). Sześciokrotnie nagradzany National Film Award (1979, 1981, 1983, 1988, 1995, 1996), dwudziestopięciokrotnie otrzymywał Nandi Awards, przyznawane przez rząd stanowy Andhra Pradesh (1978, 1979, 1981, 1983, 1984, 1985, 1985, 1986, 1987, 1989, 1991, 1992, 1993, 1994, 1996, 1997, 1997, 2000, 2002, 2003, 2005, 2010), trzykrotnie – Tamil Nadu State Film Award. Posiadał doktorat honorowy Pottisreeramulu University (1999).